# 俞鵬
俞鵬，是中國清朝官員，於1891年上任台東直隸州吏目，接替袁繼安，隸屬於台灣道台灣府，為台灣清治時期的重要地方官員，官職品等則為正五品，上受直隸州知州制約。
| 前任： 袁繼安 | 台東直隸州吏目 1891年上任 | 繼任： 姜春棠 |